# Lauter schwierige Patienten
Lauter schwierige Patienten war eine Literatur-Serie, in der sich der Literaturkritiker Marcel Reich-Ranicki mit Peter Voß zum literarischen Gespräch über „Lauter schwierige Patienten“ zusammensetzte. Die Sendungen wurden im Südwestfernsehen ausgestrahlt.
Sendestart war der 30. Mai 2001. Die Auswahl der besprochenen Autoren erfolgte durch Reich-Ranicki. Behandelt wurden nur Autoren, die er persönlich kennengelernt hat und die zum Zeitpunkt des Gesprächs nicht mehr lebten. Die Reihe wurde in den folgenden Jahren in verschiedenen Programmen wiederholt. Die Gespräche sind auch als Buch veröffentlicht worden. 
Unter dem ironischen Titel Lauter schwierige Patienten wurden die einzelnen Schriftsteller nicht nur vorgestellt, sondern auch Anekdoten aus dem Literaturbetrieb und Leben der Autoren wiedergegeben. 
- Bertolt Brecht
- Heinrich Böll
- Erich Kästner
- Max Frisch
- Ingeborg Bachmann
- Elias Canetti
- Golo Mann und die Familie Mann
- Thomas Bernhard
- Hans Werner Richter und die Gruppe 47
- Anna Seghers
- Friedrich Dürrenmatt
- Wolfgang Koeppen

Exakt im Stil von Lauter schwierige Patienten gab es eine weitere Gesprächsreihe von Peter Voß und Marcel Reich-Ranicki unter dem Titel Was taugen unsere Klassiker?  Behandelt wurden Lessing, Schiller, Goethe, Kleist, Büchner und Heine.
Ebenfalls im Stil von Lauter schwierige Patienten, jedoch nicht unter diesem Titel, setzten sich Peter Voß und Marcel Reich-Ranicki ferner gelegentlich bei 3sat zusammen, um sich über bestimmte Literatur-Themen zu unterhalten – im September 2004 beispielsweise über das von Marcel Reich-Ranicki konzipierte Literaturkanon-Projekt.
Ähnlich im Stil der Sendung macht Peter Voss eine weitere Reihe mit wechselnden Gesprächspartnern unter dem Titel Bühler Begegnungen.